# José Luis Osorio Aguilar
José Luis Osorio Aguilar (Ciudad de México, 4 de noviembre de 1980) es un exfutbolista mexicano que jugó como centrocampista.

## Trayectoria
Debutó en el invierno de 1999 jugando de relevo en un partido. Joven prospecto del Club Universidad Nacional y de la gente de confianza del doctor Mejía Barón para las campañas posteriores al invierno de 2001.

## Clubes
| Club                      | País        | Año       | Partidos | Goles |
| ------------------------- | ----------- | --------- | -------- | ----- |
| Club Universidad Nacional | México      | 1999-2001 | 3        | 0     |
| Albinegros de Orizaba     | México      | 2002-2003 | 13       | 3     |
| Lagartos de Tabasco       | México      | 2004      | 6        | 0     |
| Pumas Morelos             | México      | 2004-2005 | 17       | 1     |
| Alianza FC                | El Salvador | 2006      | 10       | 0     |
| Nejapa FC                 | El Salvador | 2007-2008 | 16       | 2     |
| Chalatenango              | El Salvador | 2008-2009 | 33       | 4     |
| Atlético Marte            | El Salvador | 2009-2010 | 34       | 7     |

## Estadísticas

### Resumen estadístico
| Competencia                     | Partidos | Goles |
| ------------------------------- | -------- | ----- |
| Primera División de México      | 3        | 0     |
| Liga de Ascenso de México       | 36       | 4     |
| Primera División de El Salvador | 93       | 13    |
| Total                           | 132      | 17    |